# Hanul lui Manuc

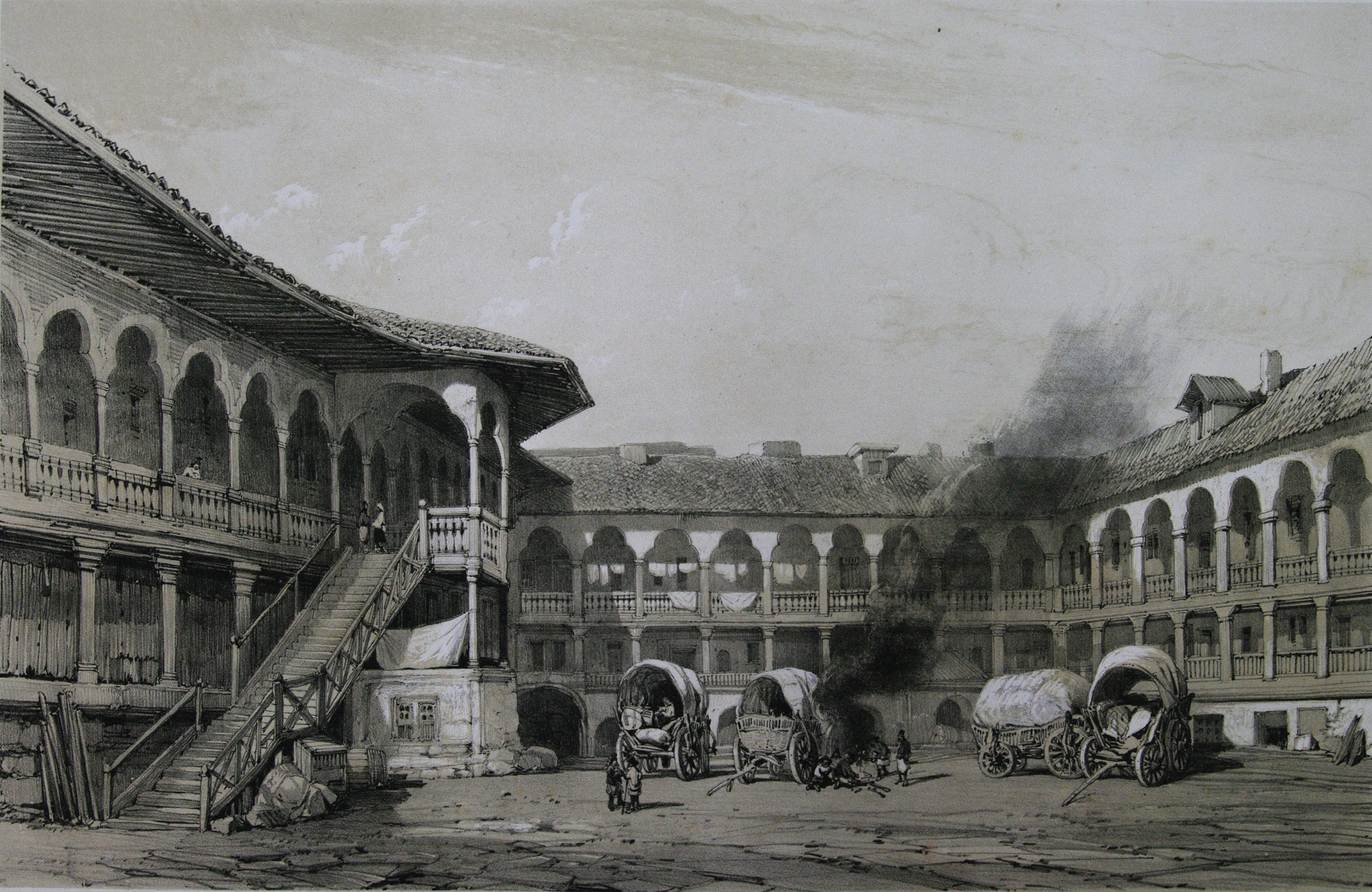
El pati de Hanul lui Manuc el 1841

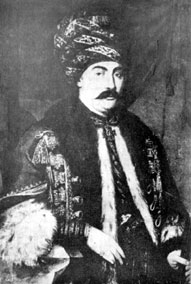
Manuc Bei

Hanul lui Manuc (pronunciat en romanès [ˈHanu (l) luj maˈnuk]) és l'edifici d’hotels més antic de Bucarest (Romania). També alberga un popular restaurant, diversos bars, una cafeteria i (davant del carrer) diverses botigues i un ampli bar. El seu enorme pati amb balcons múltiples va acollir nombroses representacions i fires i va ser un lloc popular per als equips de la televisió romanesa per rodar representacions folklòriques. L'hotel i el restaurant van ser reformats el 2007.

## Ubicació
L'edifici es troba a la carretera francesa 62-64 (el carrer s'ha conegut diverses vegades en el passat com a Iuliu Maniu, 30 de decembrie i Carol), a l'altra banda del carrer de les ruïnes de Curtea Veche.

## Història
La fonda va ser construïda el 1808 com a khan i originalment propietat d’un ric i extravagant empresari armeni, Emanuel Mârzaian, més conegut amb el seu nom turc Manuc Bei. A mitjan segle xix, era el complex comercial més important de Bucarest, amb 15 majoristes, 23 botigues detallistes, 107 habitacions per a oficines o salons, dues sales de recepció i un pub.
Tot i que Hanul lui Manuc ha estat objecte de reiterades restauracions (el 1848, el 1863, el 1966–1970 i el 1991–1992, i l'última del 2007), la seva estructura essencial va romandre intacta; de les tres fondes del segle xix supervivents al districte de Lipscani.
La fonda va ser el lloc de les converses preliminars pel tractat de Bucarest, que va posar fi a la guerra russo-turca del 1806-1812. El 1842 va allotjar breument l'ajuntament de Bucarest. Cap al 1880 es va utilitzar una sala de la fonda com a teatre i va ser la seu de la primera representació d'opereta romanesa.
Abans que Romania entrés a la Primera Guerra Mundial, el 1914–1916, la sala "Sala Dacia" va acollir reunions del partit romanès pro-guerra que pretenia establir una gran Romania unint-se amb Transsilvània i Bucovina; hi van intervenir Nicolae Filipescu, Take Ionescu, Barbu Ștefănescu Delavrancea i Octavian Goga.
L'edifici es va nacionalitzar el 19 de febrer de 1949. La propietat es va restablir al príncep Șerban-Constantin Cantacuzino el febrer de 2007.

## Galeria

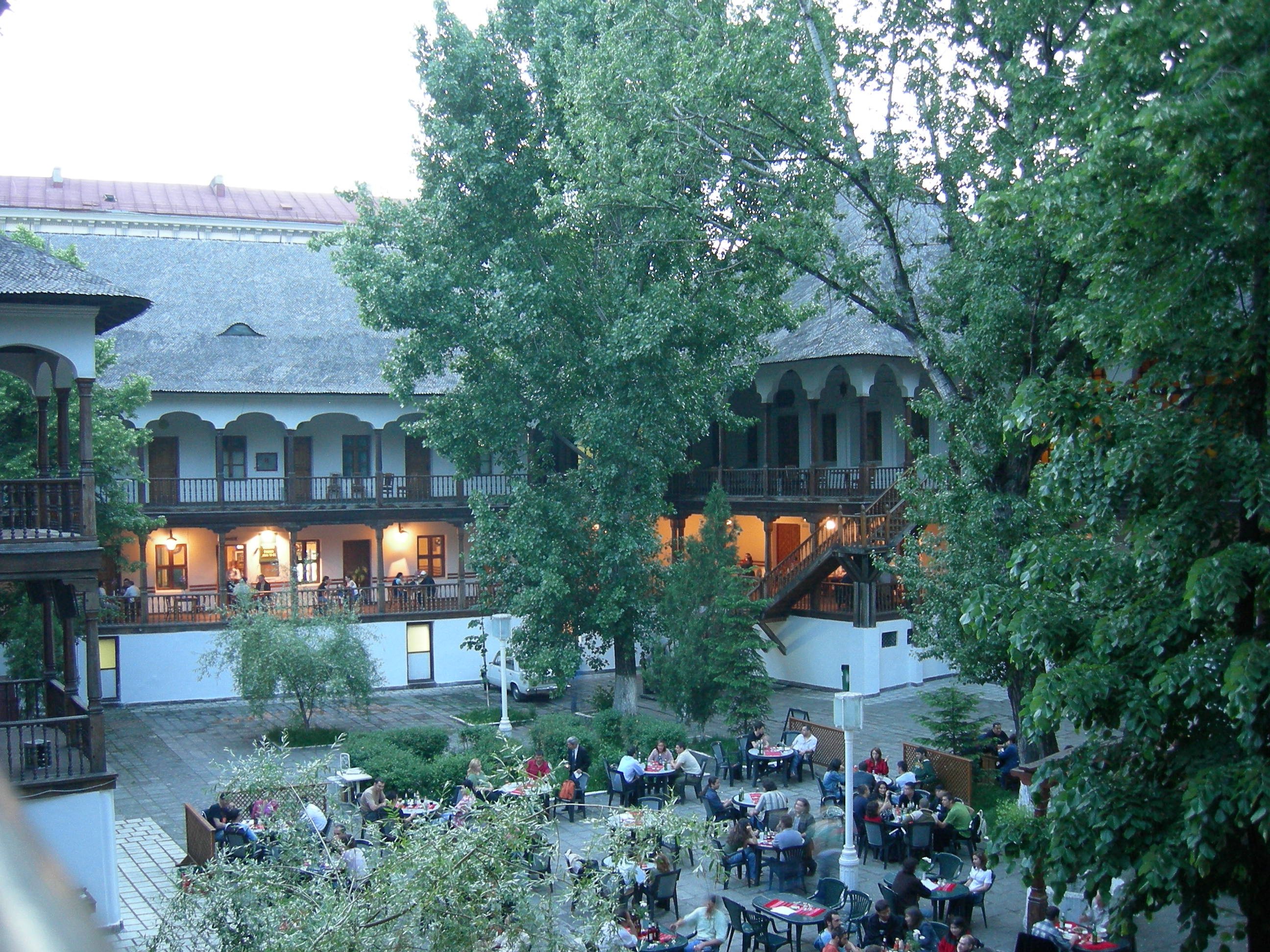
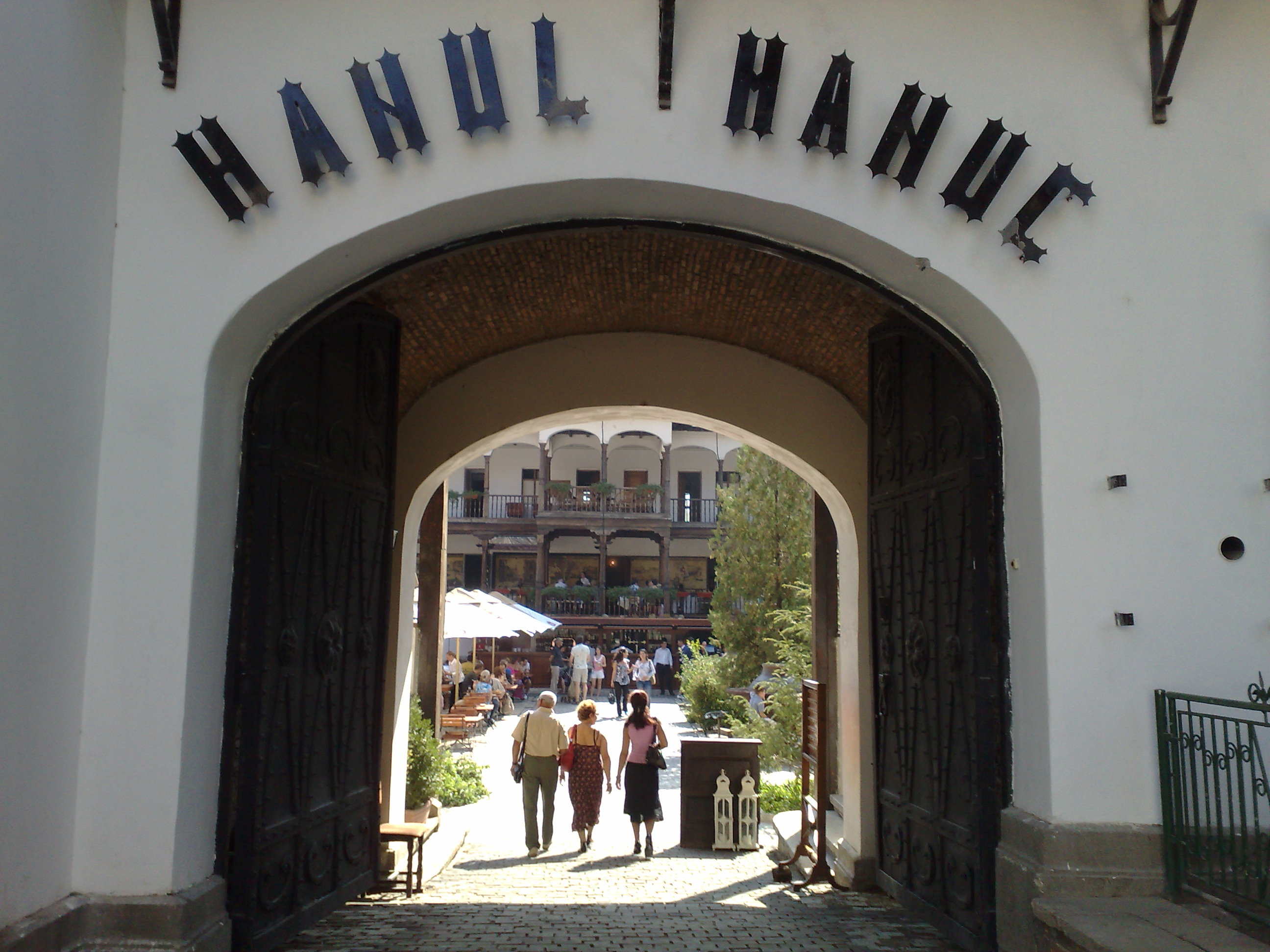
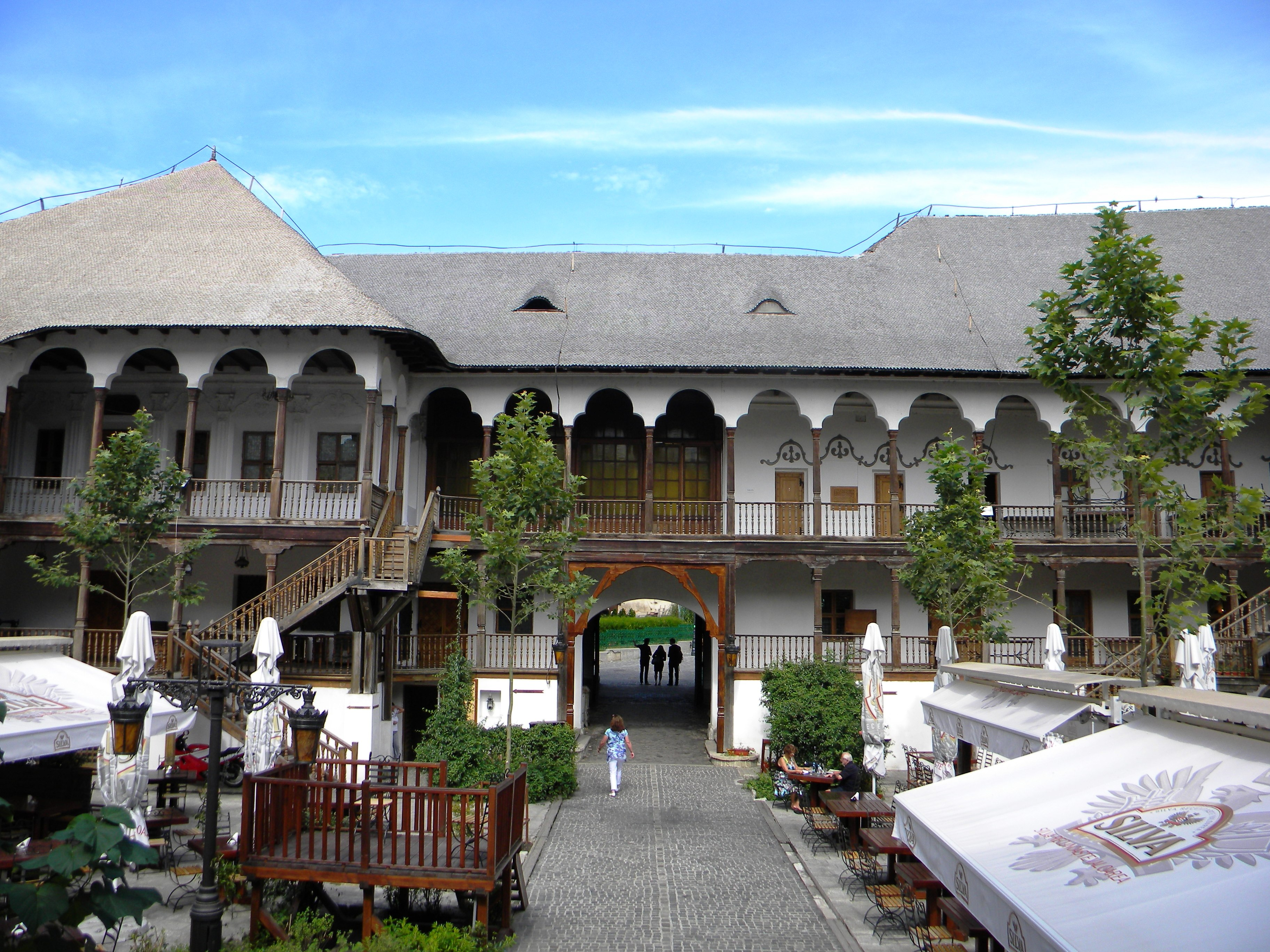
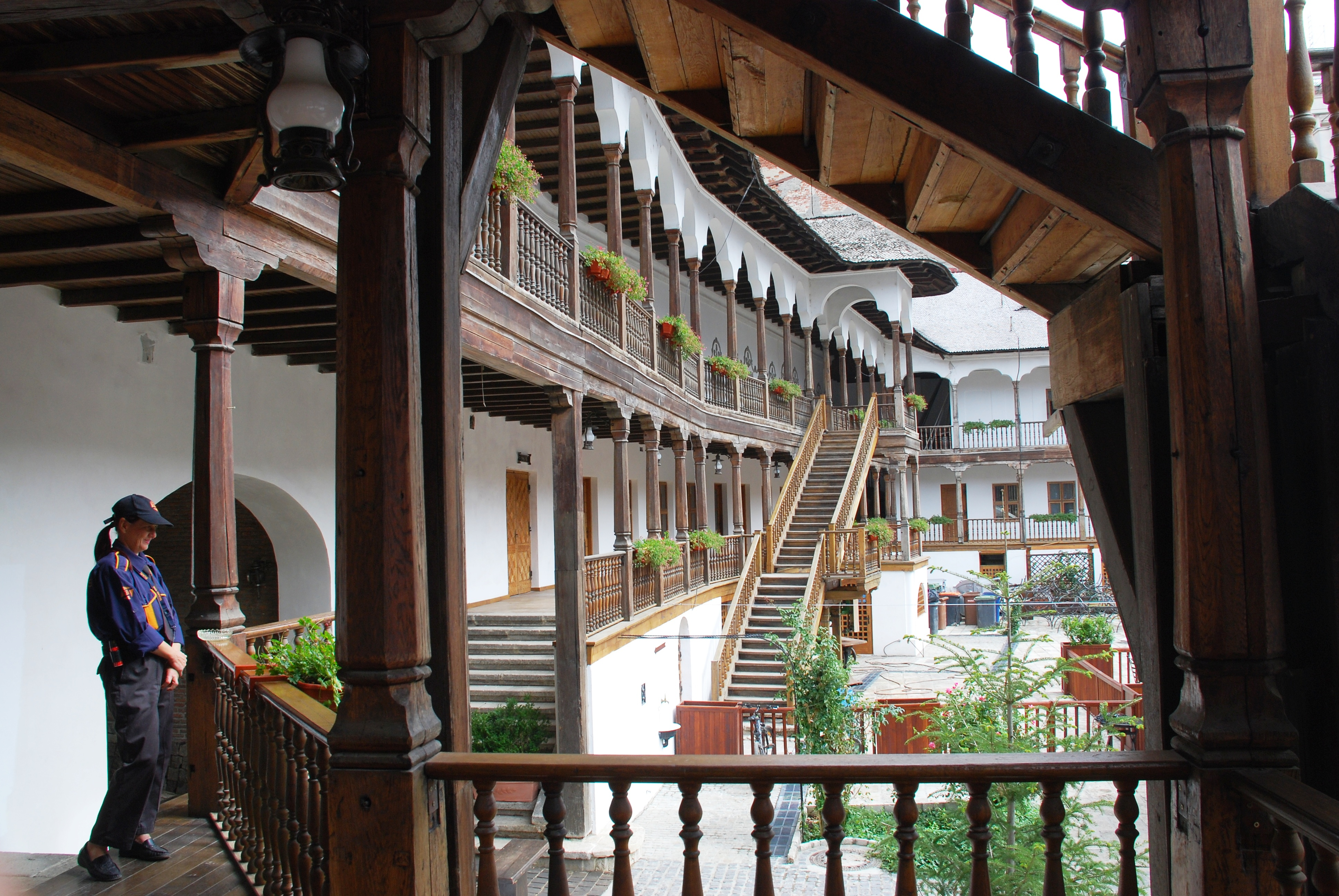
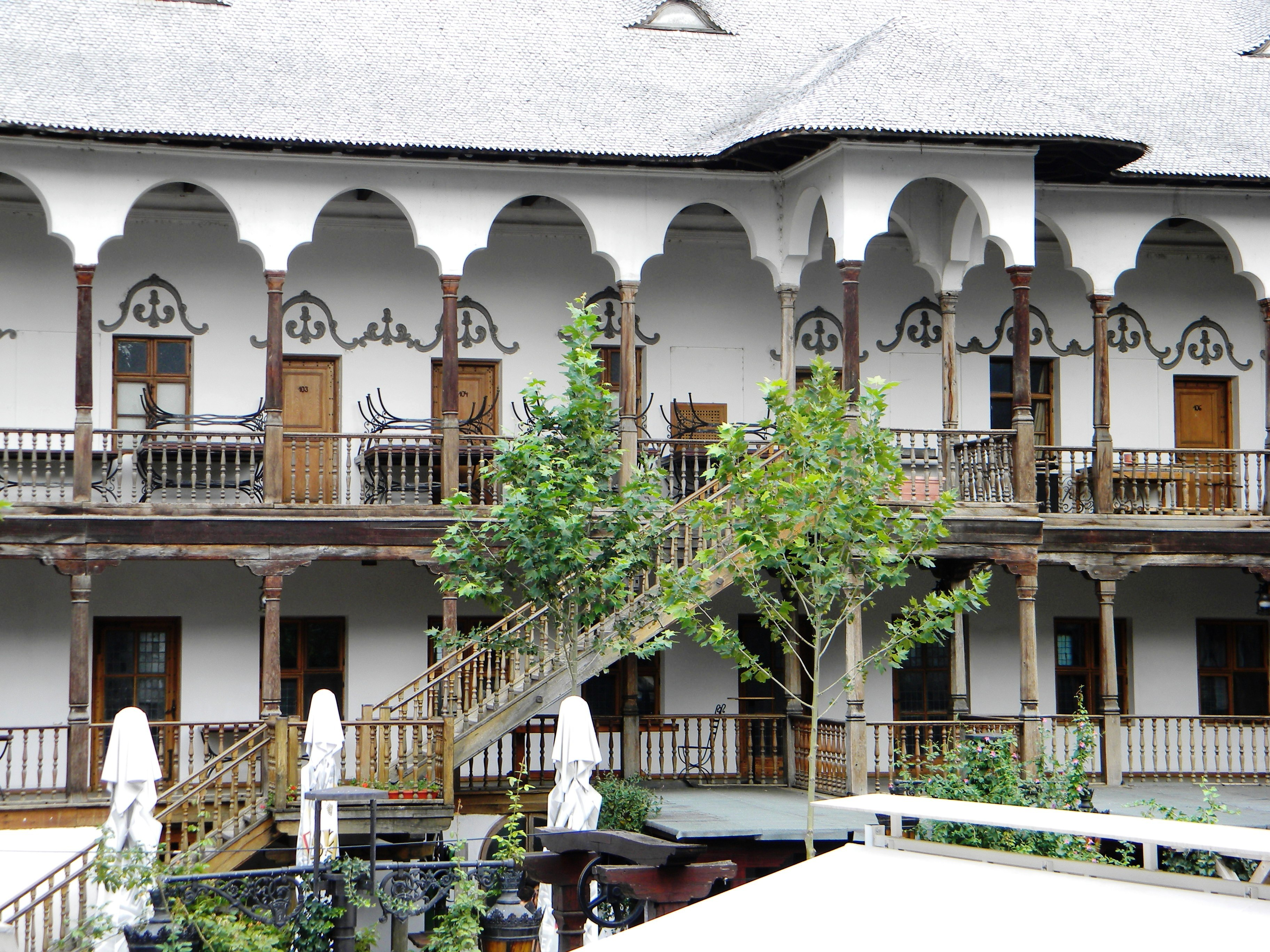
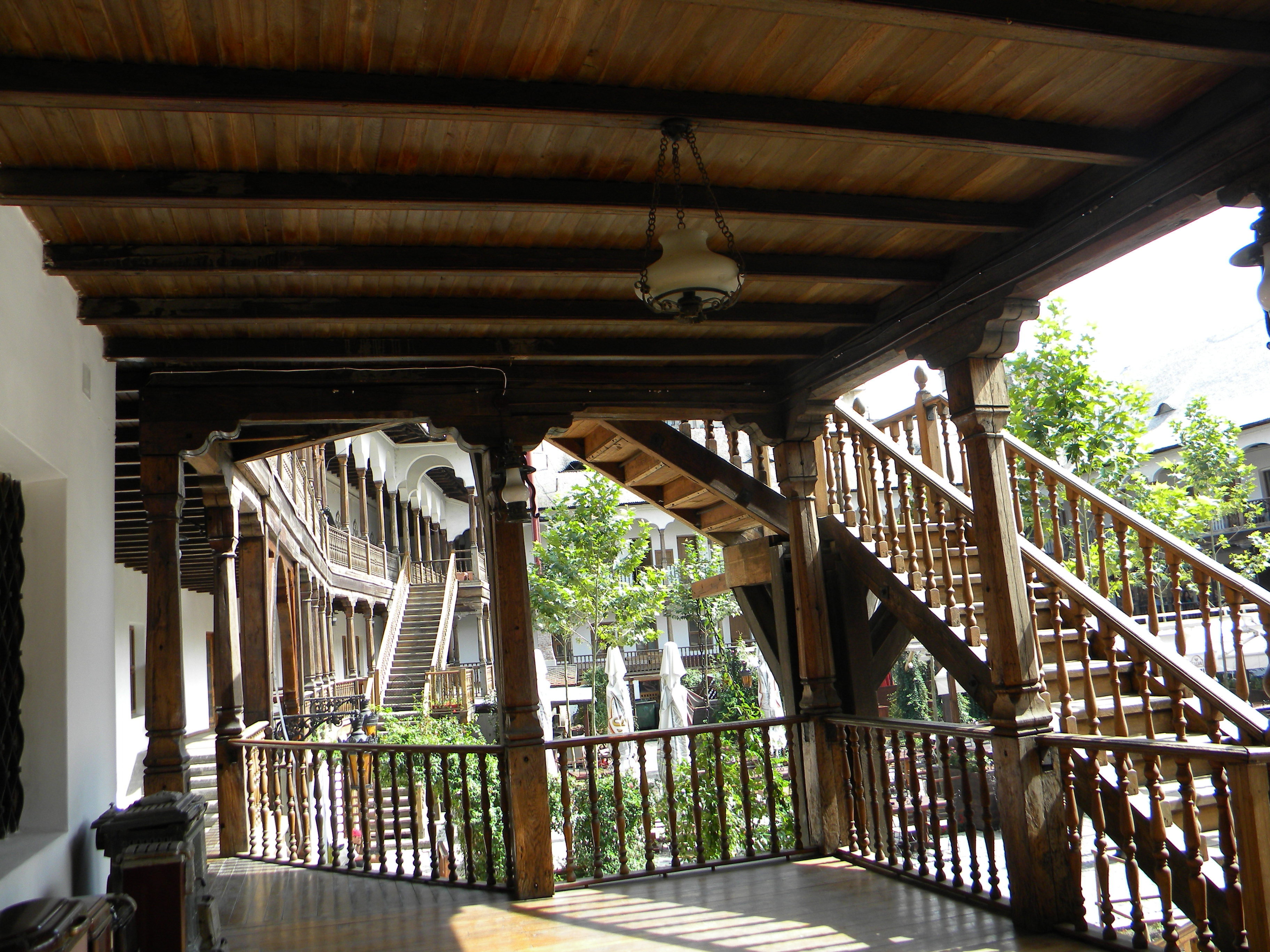
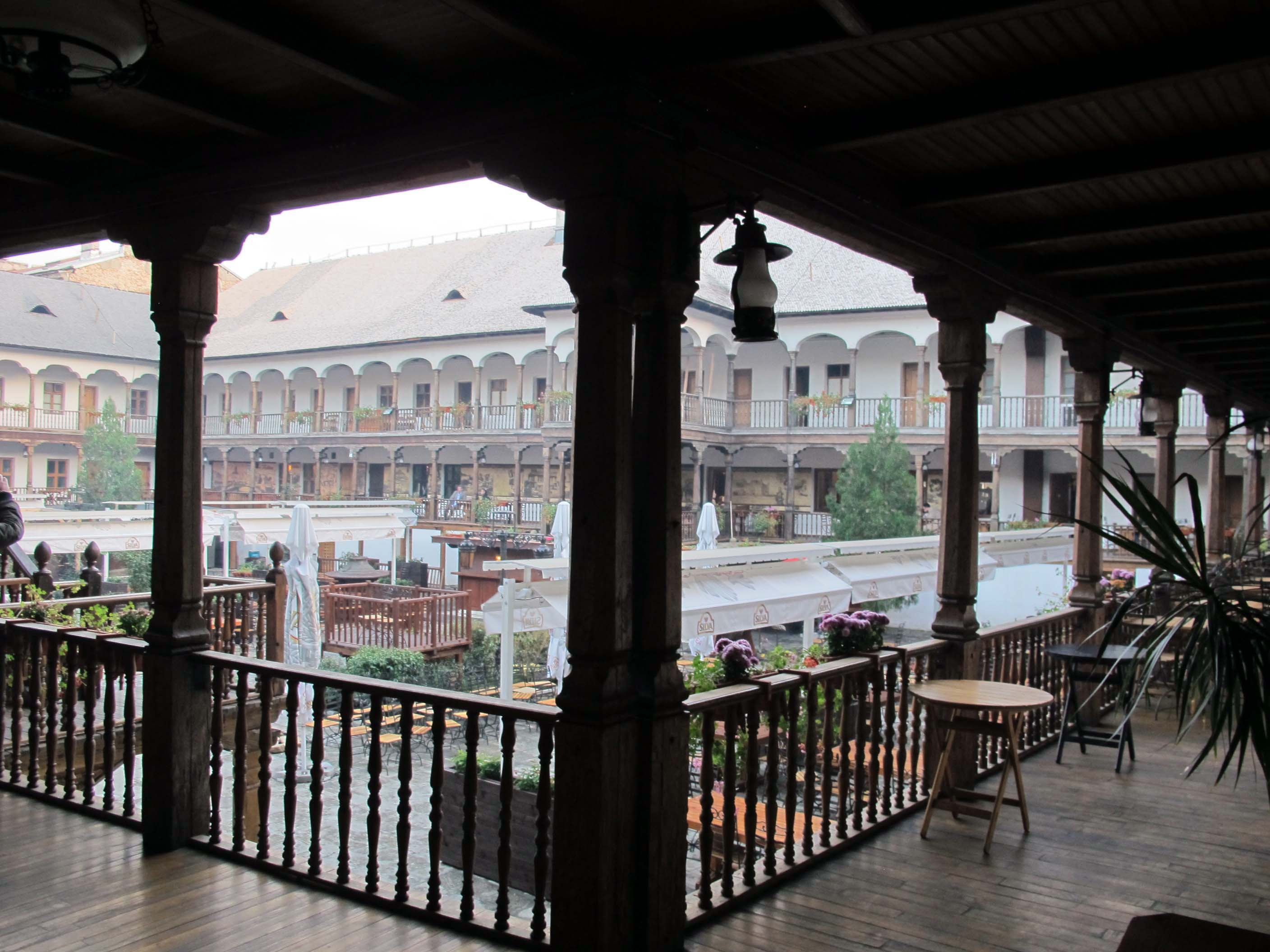